# Napoleon Dynamite
Napoleon Dynamite är en amerikansk independentfilm från 2004 skriven och regisserad av Jared Hess. Filmen är baserad på en kortfilm som Hess gjorde tillsammans med några studiekamrater under sin tid på Brigham Young University och som upptäcktes på filmfestivalen i Sundance, USA. Napoleon Dynamite kostade blygsamma 400.000 dollar att producera och har spelat in närmare 45 miljoner dollar. Filmen blev efter en svag premiärvecka en stor succé och i vissa kretsar har den rönt viss kultstatus.